# 第三軍團 (法國)
第3軍團是第一次世界大战與第二次世界大战法国陆军组建的一个集团军。

## 历任指挥官

### 一战
- 皮埃爾·呂費將軍（1914年8月2日—1914年8月30日）
- 莫里斯·薩拉伊將軍（1914年8月30日—1915年7月22日）
- 喬治·安貝爾將軍[1]（1915年7月22日—1918年10月15日）

### 二战
- 夏爾-马里·孔德將軍（1939年9月2日—1940年6月20日）